# 凹足拟熟若蟹
凹足拟熟若蟹（学名：Zozymodes cavipes）为扇蟹科拟熟若蟹属的动物。分布于日本、澳大利亚、圣诞岛、丹老群岛、安达曼群岛、斯里兰卡、红海、东非以及中国大陆的西沙群岛等地，生活环境为海水，常生活于珊瑚礁的浅水中或沿岸带岩石底。